# Svartöfjärden, Malax
Svartöfjärden är en fjärd i Finland. Den ligger i kommunen Malax i landskapet Österbotten, i den västra delen av landet, 400 km nordväst om huvudstaden Helsingfors.
Svartöfjärden avgränsas av Östra Granören i sydväst, Svartön i sydöst, Utterön i nordöst samt Lekarslot i nordväst. Mitt i fjärden ligger Furuklobben. I söder har Svartöfjärden förbindelse med Stenskärsfjärden genom Svartöhålet.